# Lázaro Martínez
Lázaro Martínez (La Lisa, Cuba, 11 de noviembre de 1962) es un atleta cubano retirado, especializado en la prueba de 4 × 400 m en la que llegó a ser subcampeón olímpico en 1992 y medallista de bronce mundial en 1987.

## Carrera deportiva
En el Mundial de Roma 1987 ganó la medalla de bronce en los relevos 4 × 400 metros, con un tiempo de 2:59.16 segundos que fue récord nacional de Cuba, llegando a la meta tras Estados Unidos y Reino Unido, y siendo sus compañeros de equipo: Agustín Pavó, Leandro Peñalver y Roberto Hernández.
Y en los JJ. OO. de Barcelona 1992 ganó la medalla de plata en la misma prueba, tras Estados Unidos y por delante de Reino Unido.